# کوی مهران
کوی مهران یا کوی آقا علی، یکی از کوی‌های قدیمی تبریز است که در خیابان شریعتی این شهر واقع شده است. کوی مهران در بخش جنوبی دبیرستان دخترانه توحید و محوطه کلی دبیرستان امام خمینی است که سابقاً «گورستان آقا علی» بود.
«آقا علی»، کدخدا و ریش سفید محل در آن دوران محسوب می‌شد. در حال حاضر، مسجدی نیز به نام وی موجود است. در دوران پیش از انقلاب ۱۳۵۷، این کوی به نام «منوچهر مهران»، معاون استانداری وقت به «کوی مهران» معروف شد. در حال حاضر راه ارتباطی از خیابان شریعتی به میدان مسجد خونی (قانلی مسجد) از این کوی برقرار است. ورودی سالن ورزشی حمزه، دبیرستان امام خمینی، نبوت و دبستان نصر از همین کوی آقاعلی یا کوی مهران می‌باشد.